# دوري كرة القدم الإنجليزي 1955–56
دوري كرة القدم الإنجليزي 1955–56 (بالألمانية: Football League First Division 1955/56) هو موسم من دوري كرة القدم الإنجليزي. أقيم خلال الفترة 20 أغسطس 1955 وحتى 2 مايو 1956، وفاز فيه مانشستر يونايتد.
في موسم دوري كرة القدم الإنجليزي 1955-1956، كان من المميزات البارزة:
1. فوز مانشستر يونايتد: كانت هذه المرة الأولى التي فاز فيها مانشستر يونايتد بلقب الدوري بعد فترة طويلة من الانتظار. قاد السير مات بوسبي مدرب الفريق فترة نجاح كبيرة.
2. تشارلتون آثلتيك: جاء نادي تشارلتون آثلتيك في المركز الثاني بعد جمعه 56 نقطة، وكان لديه موسم جيد أيضًا.
3. هداف الموسم: توج جيمي ماكغرويدي من نادي بلاكبول بجائزة هداف الموسم بعد تسجيله 37 هدفًا.
4. انتهاء الموسم: انتهى الموسم بفوز مانشستر يونايتد بلقب الدوري بفارق 11 نقطة عن تشارلتون آثلتيك في المركز الثاني.
5. الأداء المميز لمانشستر يونايتد: كان هذا الموسم مميزًا لمانشستر يونايتد بفضل هجومه القوي والهدافين البارزين مثل تومي تايلور وبوبي تشارلتون. كانوا يمتلكون أيضًا دفاعًا قويًا.
6. الأداء الدولي: في نهاية هذا الموسم، شاركت إنجلترا في كأس العالم لأول مرة ووصلت إلى نصف النهائي.
هذا الموسم كان له أهمية كبيرة في تاريخ مانشستر يونايتد وقد شكل بداية فترة نجاح للنادي. كما أنه أحد الفصول البارزة في تاريخ دوري الدرجة الأولى الإنجليزي.
7. أجواء الموسم: كان موسم 1955-1956 مليئًا بالمنافسة والتشويق، حيث تنافست الأندية بقوة من أجل الفوز بلقب الدوري. الجماهير كانت متحمسة جدًا وملأت المدرجات لمشاهدة مباريات فرقهم المفضلة.
8. الأداء البارز للعديد من اللاعبين: بجانب جيمي ماكغرويدي، سجل العديد من اللاعبين الآخرين أهدافًا بارزة خلال هذا الموسم، مما جعل المنافسة على لقب هداف الموسم شديدة الحماس.
9. تأثير النجاح على مانشستر يونايتد: فوز مانشستر يونايتد بلقب الدوري في هذا الموسم أعطى دفعة كبيرة للنادي وساهم في تعزيز هويته كواحد من أندرة الأندية الكبيرة في إنجلترا.